# Hattan Bahebri
Hattan Sultan Ahmed Bahebri (in arabo هتان سلطان أحمد باهبري‎?; Gedda, 16 luglio 1992) è un calciatore saudita, centrocampista dell'Al-Taawoun e della nazionale saudita.

## Caratteristiche tecniche
È un trequartista.

## Carriera

### Club
Ha giocato nella prima divisione saudita.

### Nazionale
È stato incluso nella lista dei convocati per il Campionato mondiale di calcio 2018.

## Statistiche

### Cronologia presenze e reti in nazionale
| Cronologia completa delle presenze e delle reti in nazionale ― Arabia Saudita | Cronologia completa delle presenze e delle reti in nazionale ― Arabia Saudita | Cronologia completa delle presenze e delle reti in nazionale ― Arabia Saudita | Cronologia completa delle presenze e delle reti in nazionale ― Arabia Saudita | Cronologia completa delle presenze e delle reti in nazionale ― Arabia Saudita | Cronologia completa delle presenze e delle reti in nazionale ― Arabia Saudita | Cronologia completa delle presenze e delle reti in nazionale ― Arabia Saudita | Cronologia completa delle presenze e delle reti in nazionale ― Arabia Saudita |
| Data                                                                          | Città                                                                         | In casa                                                                       | Risultato                                                                     | Ospiti                                                                        | Competizione                                                                  | Reti                                                                          | Note                                                                          |
| ----------------------------------------------------------------------------- | ----------------------------------------------------------------------------- | ----------------------------------------------------------------------------- | ----------------------------------------------------------------------------- | ----------------------------------------------------------------------------- | ----------------------------------------------------------------------------- | ----------------------------------------------------------------------------- | ----------------------------------------------------------------------------- |
| 11-12-2011                                                                    | Al-Rayyan                                                                     | Arabia Saudita                                                                | 0 – 0                                                                         | Oman                                                                          | Giochi panarabi 2011                                                          | -                                                                             |                                                                               |
| 25-12-2017                                                                    | Al Kuwait                                                                     | Emirati Arabi Uniti                                                           | 0 – 0                                                                         | Arabia Saudita                                                                | Gulf Cup 2017-2018 - 1º turno                                                 | -                                                                             | 68’                                                                           |
| 28-12-2017                                                                    | Al Kuwait                                                                     | Arabia Saudita                                                                | 0 – 2                                                                         | Oman                                                                          | Gulf Cup 2017-2018 - 1º turno                                                 | -                                                                             | 65’ 71’                                                                       |
| 9-5-2018                                                                      | Cadice                                                                        | Arabia Saudita                                                                | 2 – 0                                                                         | Algeria                                                                       | Amichevole                                                                    | -                                                                             | 71’                                                                           |
| 3-6-2018                                                                      | San Gallo                                                                     | Arabia Saudita                                                                | 0 – 3                                                                         | Perù                                                                          | Amichevole                                                                    | -                                                                             | 68’                                                                           |
| 8-6-2018                                                                      | Leverkusen                                                                    | Germania                                                                      | 2 – 1                                                                         | Arabia Saudita                                                                | Amichevole                                                                    | -                                                                             | 46’                                                                           |
| 15-6-2018                                                                     | Mosca                                                                         | Russia                                                                        | 5 – 0                                                                         | Arabia Saudita                                                                | Mondiali 2018 - 1º turno                                                      | -                                                                             | 72’                                                                           |
| 20-6-2018                                                                     | Rostov                                                                        | Uruguay                                                                       | 1 – 0                                                                         | Arabia Saudita                                                                | Mondiali 2018 - 1º turno                                                      | -                                                                             | 75’                                                                           |
| 25-6-2018                                                                     | Volgograd                                                                     | Arabia Saudita                                                                | 2 – 1                                                                         | Egitto                                                                        | Mondiali 2018 - 1º turno                                                      | -                                                                             | 65’                                                                           |
| 10-9-2018                                                                     | Riad                                                                          | Arabia Saudita                                                                | 2 – 2                                                                         | Bolivia                                                                       | Amichevole                                                                    | -                                                                             | 46’                                                                           |
| 12-10-2018                                                                    | Riad                                                                          | Arabia Saudita                                                                | 0 – 2                                                                         | Brasile                                                                       | Amichevole                                                                    | -                                                                             | 87’                                                                           |
| 15-10-2018                                                                    | Riad                                                                          | Arabia Saudita                                                                | 1 – 1                                                                         | Iraq                                                                          | Amichevole                                                                    | -                                                                             | 56’                                                                           |
| 16-11-2018                                                                    | Dammam                                                                        | Arabia Saudita                                                                | 1 – 0                                                                         | Yemen                                                                         | Amichevole                                                                    | -                                                                             |                                                                               |
| 20-11-2018                                                                    | Amman                                                                         | Giordania                                                                     | 1 – 1                                                                         | Arabia Saudita                                                                | Amichevole                                                                    | -                                                                             |                                                                               |
| 31-12-2018                                                                    | Abu Dhabi                                                                     | Arabia Saudita                                                                | 0 – 0                                                                         | Corea del Sud                                                                 | Amichevole                                                                    | -                                                                             | 67’                                                                           |
| 8-1-2019                                                                      | Dubai                                                                         | Arabia Saudita                                                                | 4 – 0                                                                         | Corea del Nord                                                                | Coppa d'Asia 2019 - 1º turno                                                  | 1                                                                             | 78’                                                                           |
| 12-1-2019                                                                     | Dubai                                                                         | Libano                                                                        | 0 – 2                                                                         | Arabia Saudita                                                                | Coppa d'Asia 2019 - 1º turno                                                  | -                                                                             |                                                                               |
| 17-1-2019                                                                     | Abu Dhabi                                                                     | Arabia Saudita                                                                | 0 – 2                                                                         | Qatar                                                                         | Coppa d'Asia 2019 - 1º turno                                                  | -                                                                             |                                                                               |
| 21-1-2019                                                                     | Sharjah                                                                       | Giappone                                                                      | 1 – 0                                                                         | Arabia Saudita                                                                | Coppa d'Asia 2019 - Ottavi di finale                                          | -                                                                             | 87’                                                                           |
| 5-9-2019                                                                      | Dammam                                                                        | Arabia Saudita                                                                | 1 – 1                                                                         | Mali                                                                          | Amichevole                                                                    | -                                                                             | 33’                                                                           |
| 10-9-2019                                                                     | Riffa                                                                         | Yemen                                                                         | 2 – 2                                                                         | Arabia Saudita                                                                | Qual. Mondiali 2022                                                           | 1                                                                             | 79’                                                                           |
| 10-10-2019                                                                    | Gedda                                                                         | Arabia Saudita                                                                | 3 – 0                                                                         | Singapore                                                                     | Qual. Mondiali 2022                                                           | -                                                                             |                                                                               |
| 15-10-2019                                                                    | Al-Ram                                                                        | Palestina                                                                     | 0 – 0                                                                         | Arabia Saudita                                                                | Qual. Mondiali 2022                                                           | -                                                                             |                                                                               |
| 14-11-2019                                                                    | Tashkent                                                                      | Uzbekistan                                                                    | 2 – 3                                                                         | Arabia Saudita                                                                | Qual. Mondiali 2022                                                           | -                                                                             | 62’                                                                           |
| 30-11-2019                                                                    | Doha                                                                          | Bahrein                                                                       | 0 – 2                                                                         | Arabia Saudita                                                                | Gulf Cup 2019 - 1º turno                                                      | -                                                                             | 72’                                                                           |
| 2-12-2019                                                                     | Doha                                                                          | Oman                                                                          | 1 – 3                                                                         | Arabia Saudita                                                                | Gulf Cup 2019 - 1º turno                                                      | 2                                                                             | 61’ 64’                                                                       |
| 5-12-2019                                                                     | Doha                                                                          | Qatar                                                                         | 0 – 1                                                                         | Arabia Saudita                                                                | Gulf Cup 2019 - Semifinale                                                    | -                                                                             | 64’ 71’                                                                       |
| 14-11-2020                                                                    | Riyad                                                                         | Arabia Saudita                                                                | 3 – 0                                                                         | Giamaica                                                                      | Amichevole                                                                    | -                                                                             | 79’                                                                           |
| 17-11-2020                                                                    | Riyad                                                                         | Arabia Saudita                                                                | 1 – 2                                                                         | Giamaica                                                                      | Amichevole                                                                    | -                                                                             | 30’ 83’                                                                       |
| 27-1-2022                                                                     | Gedda                                                                         | Arabia Saudita                                                                | 1 – 0                                                                         | Oman                                                                          | Qual. Mondiali 2022                                                           | -                                                                             | 32’                                                                           |
| 1-2-2022                                                                      | Saitama                                                                       | Giappone                                                                      | 2 – 0                                                                         | Arabia Saudita                                                                | Qual. Mondiali 2022                                                           | -                                                                             | 55’ 74’                                                                       |
| 24-3-2022                                                                     | Sharja                                                                        | Cina                                                                          | 1 – 1                                                                         | Arabia Saudita                                                                | Qual. Mondiali 2022                                                           | -                                                                             | 66’                                                                           |
| 29-3-2022                                                                     | Gedda                                                                         | Arabia Saudita                                                                | 1 – 0                                                                         | Australia                                                                     | Qual. Mondiali 2022                                                           | -                                                                             | 66’                                                                           |
| 5-6-2022                                                                      | Murcia                                                                        | Arabia Saudita                                                                | 0 – 1                                                                         | Colombia                                                                      | Amichevole                                                                    | -                                                                             | 75’                                                                           |
| 9-6-2022                                                                      | Murcia                                                                        | Arabia Saudita                                                                | 0 – 1                                                                         | Venezuela                                                                     | Amichevole                                                                    | -                                                                             | 80’                                                                           |
| 23-9-2022                                                                     | Murcia                                                                        | Arabia Saudita                                                                | 0 – 0                                                                         | Ecuador                                                                       | Amichevole                                                                    | -                                                                             | 74’                                                                           |
| 27-9-2022                                                                     | Murcia                                                                        | Arabia Saudita                                                                | 0 – 0                                                                         | Stati Uniti                                                                   | Amichevole                                                                    | -                                                                             | 81’                                                                           |
| 22-10-2022                                                                    | Abu Dhabi                                                                     | Arabia Saudita                                                                | 1 – 0                                                                         | Macedonia del Nord                                                            | Amichevole                                                                    | -                                                                             | 60’                                                                           |
| 26-10-2022                                                                    | Abu Dhabi                                                                     | Arabia Saudita                                                                | 1 – 1                                                                         | Albania                                                                       | Amichevole                                                                    | -                                                                             |                                                                               |
| 30-10-2022                                                                    | Abu Dhabi                                                                     | Arabia Saudita                                                                | 0 – 0                                                                         | Honduras                                                                      | Amichevole                                                                    | -                                                                             |                                                                               |
| 10-11-2022                                                                    | Abu Dhabi                                                                     | Arabia Saudita                                                                | 1 – 1                                                                         | Panama                                                                        | Amichevole                                                                    | -                                                                             | 61’                                                                           |
| 16-11-2022                                                                    | Riad                                                                          | Arabia Saudita                                                                | 0 – 1                                                                         | Croazia                                                                       | Amichevole                                                                    | -                                                                             | 80’                                                                           |
| 26-11-2022                                                                    | Al Rayyan                                                                     | Polonia                                                                       | 2 – 0                                                                         | Arabia Saudita                                                                | Mondiali 2022 - 1º turno                                                      | -                                                                             | 90+5’                                                                         |
| 30-11-2022                                                                    | Lusail                                                                        | Arabia Saudita                                                                | 1 – 2                                                                         | Messico                                                                       | Mondiali 2022 - 1º turno                                                      | -                                                                             | 88’ 90+7’                                                                     |
| Totale                                                                        |                                                                               | Presenze                                                                      | 44                                                                            |                                                                               | Reti                                                                          | 4                                                                             |                                                                               |